# Måbergstjärnen
Måbergstjärnen är en sjö i Älvdalens kommun i Dalarna och ingår i Dalälvens huvudavrinningsområde. Sjön har en area på 0,113 kvadratkilometer och ligger 317,6 meter över havet.

## Delavrinningsområde
Måbergstjärnen ingår i det delavrinningsområde (678112-140584) som SMHI kallar för Ovan Vasslen. Medelhöjden är 298 meter över havet och ytan är 7,07 kvadratkilometer. Räknas de 9 avrinningsområdena uppströms in blir den ackumulerade arean 149,42 kvadratkilometer. Dysån (Uppdjusån) som avvattnar avrinningsområdet har biflödesordning 2, vilket innebär att vattnet flödar genom totalt 2 vattendrag innan det når havet efter 348 kilometer. Avrinningsområdet består mestadels av skog (83 procent). Avrinningsområdet har 0,11 kvadratkilometer vattenytor vilket ger det en sjöprocent på 1,6 procent.